# Innenministerium (Ungarn)

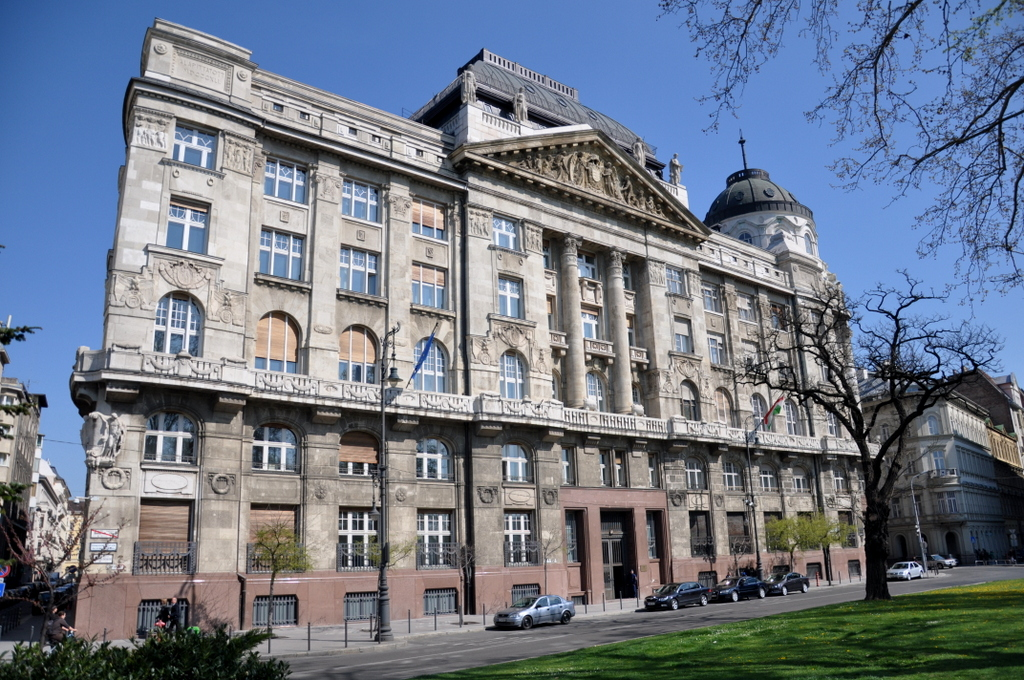
Zentralgebäude des Ministeriums an der Ecke József-Attila-Straße/Széchenyi-Platz

Das ungarische Innenministerium (ungarisch Belügyminisztérium, abgekürzt BM) ist eines der Ministerien der staatlichen Verwaltungsstruktur, ein Haushaltsorgan mit nationaler Autorität. Dessen Leiter ist der ungarische Innenminister, seit 2010 Sándor Pintér.

## Aufgaben
Um das Funktionieren des Landes zu gewährleisten, führt das Amt legislative Vorbereitungs- und Kontrollaufgaben aus, in einigen Fällen auch  Verwaltungs- und Berufungsaktivitäten in folgenden Bereichen durch:
- Polizei- und Strafverfolgungsmaßnahmen im Zusammenhang mit der öffentlichen Sicherheit und dem Schutz der inneren Ordnung, einschließlich der Gewährleistung der Sicherheit der Landesgrenze,
- die Überwachung ziviler Geheimdienste,
- Polizeiverwaltung, Strafverfolgung, Wohnungswesen und Siedlungsmanagement,
- Brandschutz, Katastrophenschutz,
- Staatsbürgerschaft und Asyl,
- einige nationale Personenregister, Überwachung des Schutzes von Verschlusssachen.

Ein weiterer großer Bereich ist die Unterstützung der Selbstverwaltung, hauptsächlich:
- Koordination von Regierungsaufgaben im Zusammenhang mit lokalen Regierungen, wie Rechts-, Entwicklungs- und Koordinierungsaufgaben, Fragen der öffentlichen Finanzen usw.
- Koordinierung der staatlichen Zuschüsse für lokale Selbstverwaltungen

## Organisation
Organisationen, die offizielle Aktivitäten unterstützen
- Nationaler Schutzdienst
- Zentrale Wirtschaftsdirektion
- Zentrales Beschaffungsbüro
- Investitionsbüro
- Amt für Rechnungswesen und Rentenfeststellung
- Redaktionsausschuss des Innenministeriums Belügyi Szemle (deutsch: Inländische Überprüfung)
- Herausgeber des Ministeriums
- Kulturzentrum Donau-Palais

Landesweit zuständige, selbstständige Organisationen
- Polizei
- Zentrum für Bekämpfung des Terrorismus
- Anti-Terror-Zentrum für Information und Verbrechensanalyse
- Nationale Generaldirektion für Katastrophenschutz
- Amt für Verfassungsschutz
- Nationaler Sicherheitsdienst
- Nationale Universität für den öffentlichen Dienst
- Amt für Immigration und Nationalität
- Nationales Generaldirektion für Gefängnisdienst

Die früher selbstständige Organisation für Grenzschutz wurde am 1. Januar 2008 mit der Polizei zusammengelegt.

## Geschichte
Das Ministerium wurde laut der Aprilgesetze am 11. April 1848 gegründet, erstmals von Bertalan Szemere bekleidet. 2006 aufgeteilt in:
- Ministerium für Justiz und Strafverfolgung, das mit dem ehemaligen Ministerium für Justiz fusionierte
- Ministerium für Selbstverwaltung und regionale Entwicklung, ab 2008 Ministerium für Selbstverwaltung, 2010 wurden seine Aufgaben vier anderen Ministerien zugeteilt

Das Kabinett Orbán II hat das Amt 2010 wieder erstellt.